# Ferrovia Yverdon-Sainte-Croix

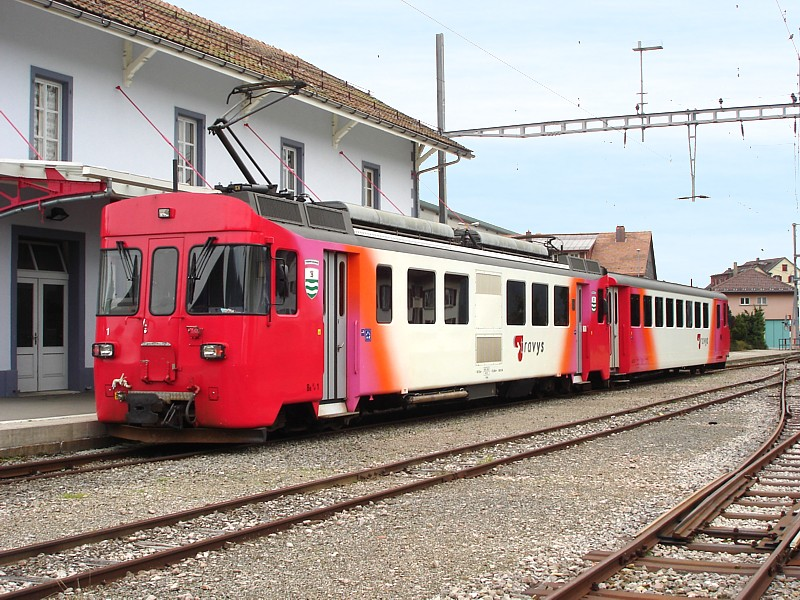
Be 4/4 II dei TRAVYS nella stazione di Sainte-Croix

La ferrovia Yverdon - Sainte-Croix (acronimo YSC) è una ferrovia a scartamento ridotto della Svizzera.

## Storia
Il 27 giugno 1888 l'Assemblea federale accordò la concessione per una ferrovia a scartamento ridotto da Yverdon a Sainte-Croix, che secondo i progetti iniziali avrebbe dovuto avere una breve tratta a cremagliera. Nel 1890 la concessione passò all'ingegnere, politico e botanico William Barbey, che aveva proposto di costruire e finanziare la linea a sue spese a patto che i treni non circolassero la domenica: tale richiesta venne autorizzata per i primi 25 anni d'esercizio. Il 14 luglio 1891 si costituì la società Compagnie du Chemin de Fer d'Yverdon à Sainte-Croix (YSteC) per la costruzione e l'esercizio della linea, di cui Barbey era presidente del consiglio d'amministrazione (nonché possessore della stragrande maggioranza delle azioni); i lavori iniziarono nell'agosto del 1892, il primo treno da Sainte-Croix arrivò a Yverdon l'8 settembre 1893 e l'inaugurazione avvenne il successivo 17 novembre: il primo orario prevedeva tre coppie di treni.
Nel 1942 iniziarono gli studi per l'elettrificazione della linea, sino ad allora a trazione a vapore; la trazione elettrica (a corrente alternata monofase a 15 kV, fornita dalle Ferrovie Federali Svizzere) venne inaugurata il 25 gennaio 1945.
Il 4 luglio 2001 (con effetto retroattivo dal 1º gennaio) la YSteC, la Compagnie du Chemin de fer Pont-Brassus (PBr), esercente la ferrovia Pont-Brassus, e la Transports publics Yverdon-les-Bains - Grandson et environs (TPYG, di cui la YSteC assicurava già la direzione e l'esercizio) si fusero nella società Transports Vallée de Joux, Yverdon-les-Bains, Sainte-Croix (TRAVYS).

## Caratteristiche
La ferrovia, a scartamento metrico, è lunga 24 km, è elettrificata a corrente alternata monofase con la tensione di 15 kV; la pendenza massima è del 44 per mille, il raggio minimo di curva è di 80 metri, la velocità massima ammessa di 75 km/h. È interamente a binario unico.

### Percorso
|  | Continuation backward |

| Unknown route-map component "CONTgq" | Unknown route-map component "ABZg+r" |  |  |  |

|  | Unknown route-map component "XBHF-L" | Unknown route-map component "XPLTq" | Unknown route-map component "KXBHFa-R" |  |

|  | Unknown route-map component "ABZgl" | Unknown route-map component "STR+r" | Straight track |  |

|  | Straight track | Track change | Straight track |  |

|  | Continuation forward | One way leftward | Unknown route-map component "ABZg+r" |  |

|  |  |  | Small bridge over water |

|  |  |  | Stop on track |

|  |  |  | Stop on track |

|  |  |  | Stop on track |

|  |  |  | Stop on track |

|  |  |  | Stop on track |

|  |  |  | Station on track |

|  |  |  | Stop on track |

|  |  |  | Enter and exit tunnel |

|  |  |  | Unknown route-map component "eHST" |

|  |  |  | Enter and exit short tunnel |

|  |  |  | Enter and exit short tunnel |

|  |  |  | Enter and exit tunnel |

|  |  |  | Enter and exit short tunnel |

|  |  |  | End station |

La linea parte dalla stazione ferroviaria di Yverdon-les-Bains, per risalire sino al centro abitato montano e industriale di Sainte-Croix. Supera una pendenza massima del 44 per mille salendo dai 433 m s.l.m. di Yverdon ai 1066 m s.l.m. di Sainte-Croix.

## Materiale rotabile

### Materiale motore - prospetto di sintesi
| Tipo                   | Unità            | Anno di costruzione | Costruttore              | Note                                                                                         |
| ---------------------- | ---------------- | ------------------- | ------------------------ | -------------------------------------------------------------------------------------------- |
| Locomotive a vapore    | G 2x2/2 1÷3      | 1893                | SACM                     | cedute alla LEB nel 1920-21                                                                  |
| Locomotiva a vapore    | G 4/4 4          | 1911                | SLM                      | ceduta alle Ferrovie della Tessaglia nel 1947                                                |
| Locomotiva a vapore    | G 2x3/3 5        | 1916                | Henschel                 | acquistata nel 1928, ceduta alla ferrovia Addis Abeba-Gibuti nel 1946                        |
| Locomotive a vapore    | G 2/3+2/2 26÷28  | 1902                | SLM                      | acquistate nel 1920-21 dalla RhB, 27 accantonata nel 1946, 26 e 28 cedute in Spagna nel 1947 |
| Automotrici elettriche | ABe 4/4 1÷3      | 1945                | SIG-BBC                  | 2 e 3 distrutte in un incidente nel 1976; 1 rinumerata 4 nel 1981, accantonata nel 2008      |
| Automotrici elettriche | ABe 2/4 11÷12    | 1946-47             | SIG-BBC                  | accantonate nel 1991-93                                                                      |
| Automotrice elettrica  | Be 4/4 5         | 1977                | Officine FFS Yverdon-BBC | costruita con pezzi delle automotrici ABe 4/4 2 e 3                                          |
| Automotrici elettriche | Be 4/4 1÷3       | 1981                | ACMV-SIG-SAAS            | 2 accantonata nel 2015, 3 ceduta tra il 2004 e il 2015 alla BAM                              |
| Automotrici elettriche | Be 2/6 2000÷2001 | 2001                | Stadler                  |                                                                                              |
| Automotrici elettriche | Be 4/4 3001÷3006 | 2015                | Stadler                  | accoppiate a due a due con una carrozza intermedia                                           |
| Locomotiva elettrica   | Ge 4/4 21        | 1950                | Officine YSteC-SIG-BBC   | fino al 1976 Te 4/4 21                                                                       |